# Черна Места (село)
Чѐрна Мѐста е село в Югозападна България. То се намира в община Якоруда, област Благоевград.

## География
Село Черна Места се намира в рида Дъбраш на Западните Родопи. Край селото минава река Черна Места, откъдето идва и името му и река Дръщенец. През селото минава теснолинейката Септември - Добринище.

## Население
Населението се състои предимно от българи мюсюлмани. В селото има джамия.

## История
Преди 09.09. 1944 година са съществували само две сгради /ханове/ собственост на Ангел Василев Римпев и Славе Христов Масларов. През есента на 1953 година Джемал Асанов Бузгьов от село Конарско, купува хана на Ангел Василев Римпев от Якоруда и се преселва със семейството си. През пролетта на 1954 година Ибрахим Юсуф Карафеиз /Бучките/ от село Бунцево купува хана от Славе Христов Масларов от Якоруда и се преселва да живее в Черна Места. По-късно се заселват Мехмед Мустафов Биков, /Бако/, Исмаил Халил Биков, Юсуф Юсуф Карафеиз, Джемал Юсуф Карафеиз, Мехмед Джемал Бачевски, Мехмед Алишов Биков и др. Малко по-късно се заселват и Исмаил Мусов Лешков и Исмаил Мустафов Лешков от село Иланско. Така към 31.04.1971 година в селото е имало 26 къщи. През учебната 1954/1955 година в селото е открито училище със слети паралелки до четвърти клас, като първия учител е бил Георги Павлов Фарфаров от град Разлог. Училището се е помещавало в къщата на Ибрахим Юсуф Карафеиз /Бучките/, който е взимал дейно участие по подготовката и откриването на училището. През 1960 година е разкрит първия магазин в селото, който се е помещавал в малка постройка на гарата. Тази постройка е изградена от жителите на селото под ръководството на Ибрахим Юсуф Карафеиз /Бучките/ и Персиан Делчев от град Велинград, който е бил тогавашния началник на гара Черна Места. През 1965 година се електрифицира селото, тогава светва първата електрическа крушка в селото. Това става благодарение на Джемал Алиев Старков от село Конарско, който е бил дълги години кмет на селото. До 1974 година Черна Места е част от Якоруда. От септември 1974 година е призната за самостоятелно селище. От 01.06.1975 година „Пълномощник“ на селото става Джемал Старков. Селото частично е водоснабдено през ноември 1976 година. Сградата на кметството е открита на 06.09.1982 година, като проектът на сградата е бил за „Жилищен блок“. Първото асфалтиране на улицата от главния път до къщата на Ибрахим Юсуф Карафеиз /Бучките/ е на 18.06.1984 година. През 1985 година има 265 жители. Първата копка на джамията е на 20.11.1993 година, а е завършена през месец май 1996 година. Оформянето на двора, оградата, плочки, беседка и др. на джамията започва през есента на 2014 година и завършва през август 2015 година под ръковотството и прякото участие на Муса Салих Али /Шарански/.